# Cassidy Lichtman
Cassidy Lichtman (ur. 25 maja 1989 w La Jolla) – amerykańska siatkarka, grająca na pozycji przyjmującej, a w przeszłości również jako rozgrywająca. Reprezentantka Stanów Zjednoczonych na Mistrzostwach Świata Juniorek 2007. Aktualnie występuje w amerykańskiej Athletes Unlimited Pro League.

## Kluby
- 2007–2011:  Stanford University
- 2011–2012:  BKS Aluprof Bielsko-Biała
- 2012–2013:  VB Franches-Montagnes
- 2014:  Lokomotiv Baku
- 2014–2015:  Entente Sportive Le Cannet-Rocheville
- 2015–:  Sichuan Volleyball

## Sukcesy klubowe
Liga NCAA:
- 2007, 2008

Puchar Francji:
- 2015

Mistrzostwo Francji:
- 2015

## Sukcesy reprezentacyjne
Igrzyska Panamerykańskie:
- 2011

Puchar Panamerykański:
- 2012

Puchar Panamerykański:
- 2013

Puchar Panamerykański:
- 2014

Puchar Panamerykański:
- 2015

Igrzyska Panamerykańskie:
- 2015